# Hermann Joachim Pagels

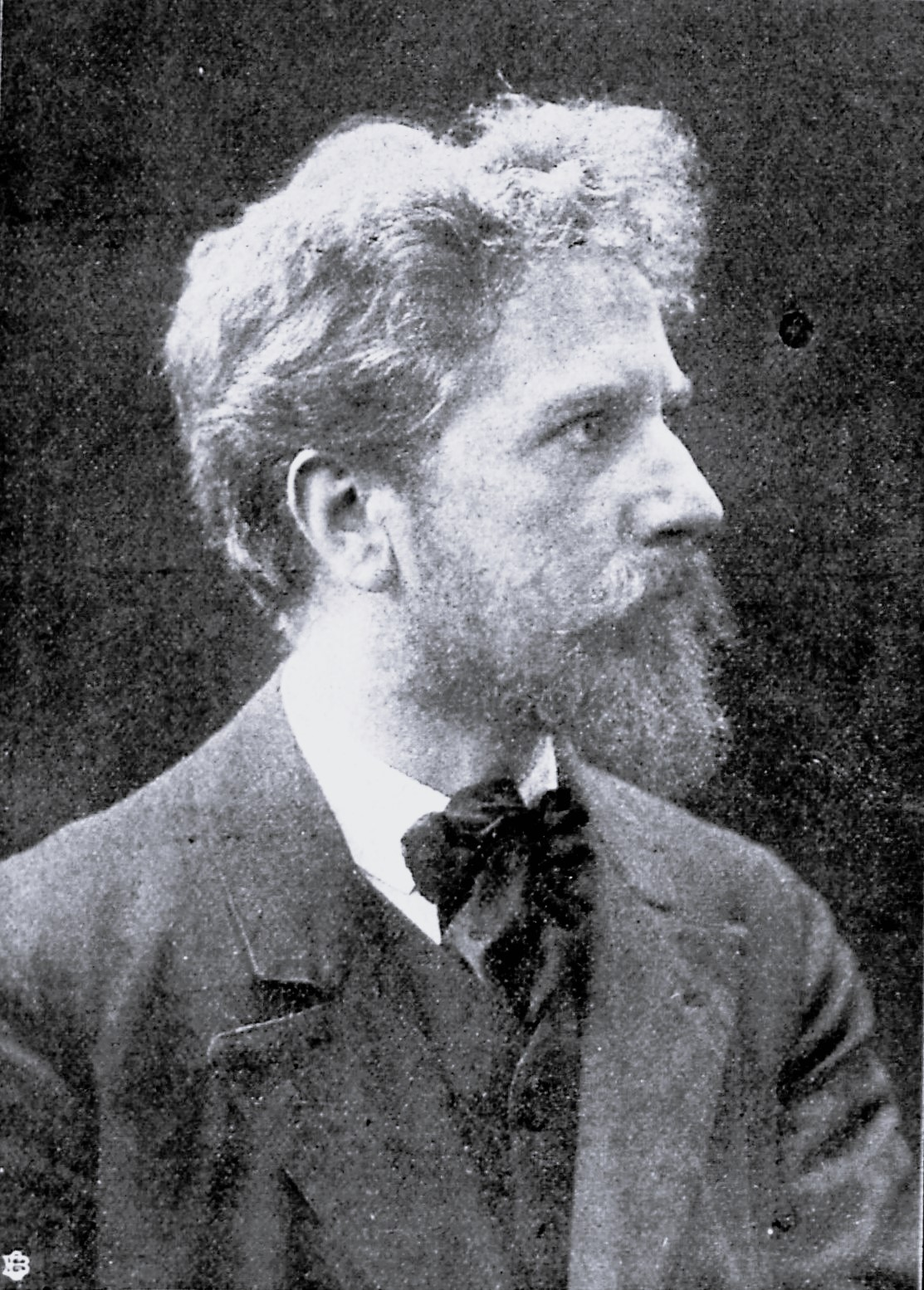
Hermann Joachim Pagels

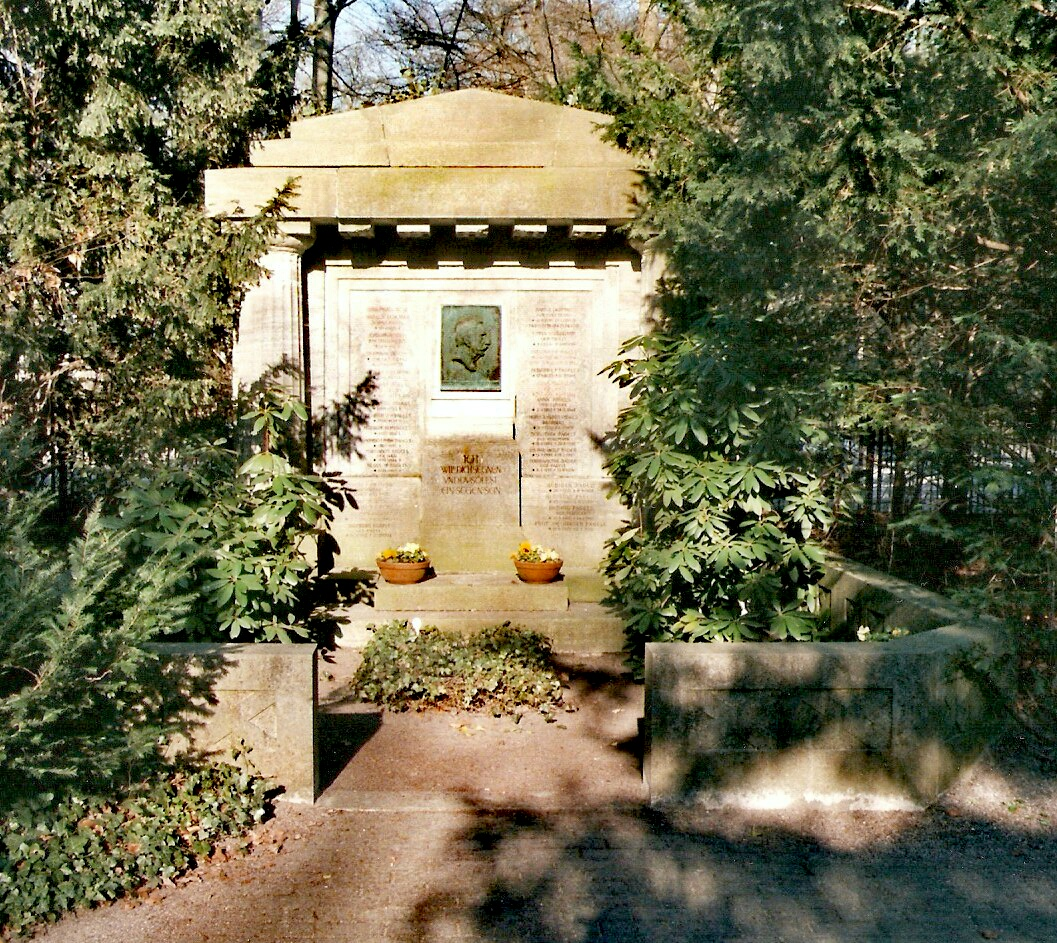
Pagels’sches Familiengrab

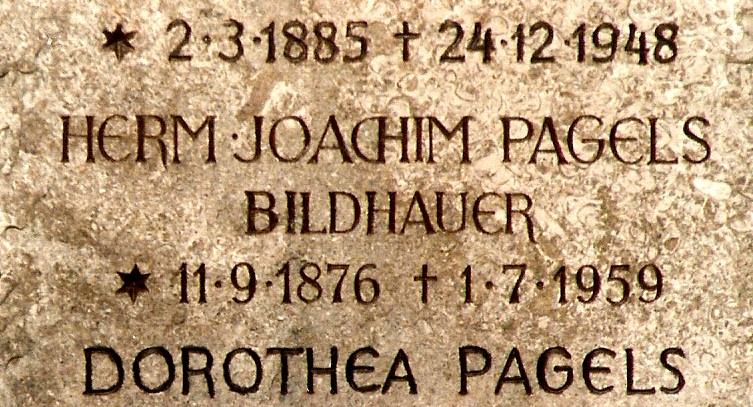
Detail

Hermann Joachim Heinrich Pagels (* 11. September 1876 in Lübeck; † 1. Juli 1959 in Berlin) war ein deutscher Bildhauer.

## Leben
Pagels war ein Sohn des Kaufmanns Heinrich Pagels und dessen Frau Mathilde (geborene Höppner). Sein Vater war Seniorchef der Firma Heinr. Pagels in der Breiten Straße zu Lübeck, einem Porzellan- und Haushaltswarengeschäft. Er war Mitschüler von Thomas Mann auf dem Katharineum zu Lübeck. Mit Fritz Behn und Hans Schwegerle bildet er eine Gruppe von fast gleichaltrigen Lübeckern, die erfolgreiche Bildhauer wurden und deren Realismus dem Zeitgeschmack entsprach. Er studierte von 1894 bis 1900 an der Hochschule für Bildende Künste in Berlin und war dort Schüler von Otto Brausewetter, Peter Breuer und Ernst Herter und war von 1901 bis 1904 in deren Ateliers tätig. 1896 gewann er den 1. Preis der Akademie für Komposition einer Zeichnung und 1900 für Komposition einer Statue.

### Zeit nach 1900
1904 war Pagels mit drei Skulpturen auf der Internationalen Kunstausstellung in Düsseldorf vertreten. Im gleichen Jahr erhielt er eine Bronzemedaille auf der Weltausstellung in St. Louis, wo er mit den Bronzen Pessimist und Schlange vertreten war. 1905 eröffnete er ein eigenes Atelier und erhielt für seine Kindergruppe eine „ehrende Erwähnung“ der Gesellschaft für Berliner Kunst. Ab 1907 machte er Studienreisen nach Frankreich und Italien und arbeitete 18 Monate in Florenz. Nach seiner Rückkehr hatte er sein Atelier im Atelierhaus Siegmunds Hof 11 im Hansaviertel; seine politische Einstellung zu dieser Zeit beschrieb sein Wer ist’s?-Eintrag von 1908 als sozial-liberal.
1911 schuf er den Entwurf zu einer Porzellanfigur der KPM, einer Porträtstatuette von Prinz Wilhelm von Preußen, dem ältesten Sohn des Kronprinzen Wilhelm. Zu seinen bekannteren frühen Werken gehört der Hühnerdieb-Brunnen auf dem Aachener Rathausplatz (1913). Dieser wurde im Zweiten Weltkrieg zerstört und 1953 durch einen Neuguss ersetzt. Abgüsse des Hühnerdiebs, von dem es auch eine verkleinerte Version gab, befinden sich im Schlossgarten von Berlin-Köpenick und in der Sammlung des Behnhauses in Lübeck. Die Porzellanmanufaktur Allach vertrieb als Modell Nr. 126 eine 27 cm hohe Porzellan-Version.

### Erster Weltkrieg
Am 2. August 1914 zog er als Vizefeldwebel mit dem Garde-Schützen-Bataillon zu Lichterfelde ins Feld, erhielt als erster von ihnen im November das Eiserne Kreuz. Als Offiziersstellvertreter beim Landwehr-Regiment 12 wurde er zum Leutnant befördert. Im November 1915 kämpfte er mit dem 3. Jäger-Regiment zu Pferde. 1917 fiel sein damals 21-jähriger Verwandter Hermann Pagels in Frankreich. Er wurde in dem 1908 von Hermann Joachim Pagels künstlerisch gestalteten Familiengrab auf dem Burgtorfriedhof in Lübeck beigesetzt.
Militärische Auszeichnungen
- Eisernes Kreuz (1914)
  - II. Klasse
  - I. Klasse – erhalten im November 1914
- Lübeckisches Hanseatenkreuz – erhalten am 20. November 1915[7]

### Weimarer Republik
Auf dem Burgtorfriedhof Lübeck schuf Pagels 1921 das Mausoleum für Emil Possehl. Auch auf Berliner Friedhöfen war er mit Grabmalkunst vertreten, insbesondere auf dem Parkfriedhof Lichterfelde. Auf dem Frankfurter Hauptfriedhof schmückte eine von ihm entworfene Christusfigur das Grabmal Kremsky. Durch die Vermittlung des aus Lübeck stammenden Gartenbaudirektors Erwin Barth erhielt er 1925 den Auftrag zu einer Figurengruppe, die den Eingang zum Jungfernheidepark schmücken und zugleich den Gedanken des Volksparks symbolisieren sollte. Von der zweiteiligen Gruppe ist nur einer der beiden Bären mit spielenden Kindern nach dem Zweiten Weltkrieg erhalten geblieben. 2011 erfolgte die Aufstellung einer originalgetreuen Nachbildung des zweiten Bären auf dem Bärenplatz im Volkspark Jungfernheide.

### Zeit des Nationalsozialismus
In der Zeit des Nationalsozialismus war Pagels u. a. Mitglied des Frontkämpferbunds Bildender Künstler und der Reichskammer der bildenden Künste. Für diese Zeit ist seine Teilnahme an 27 Ausstellungen sicher belegt, darunter 1939 und 1940 Ausstellungen des Frontkämpferbunds in Berlin und von 1938 bis 1944 alle Großen Deutschen Kunstausstellungen in München. Pagels wurde durch seine Büsten von Hitler und anderer NS-Größen bekannt. In München zeigte er z. B. 1940  Bronzebüsten von Rudolf Heß, Joseph Goebbels und Benito Mussolini. Hitler erwarb von Pagels das Werk Schwimmerin für 8000 Reichsmark. Auf der Großen Münchner Kunstausstellung 1936 präsentierte Pagels Marmor- und Bronzebüsten der Nazi-Militärführer Wilhelm Keitel, Gerd von Rundstedt und Walther von Brauchitsch.

## Werke (Auswahl)

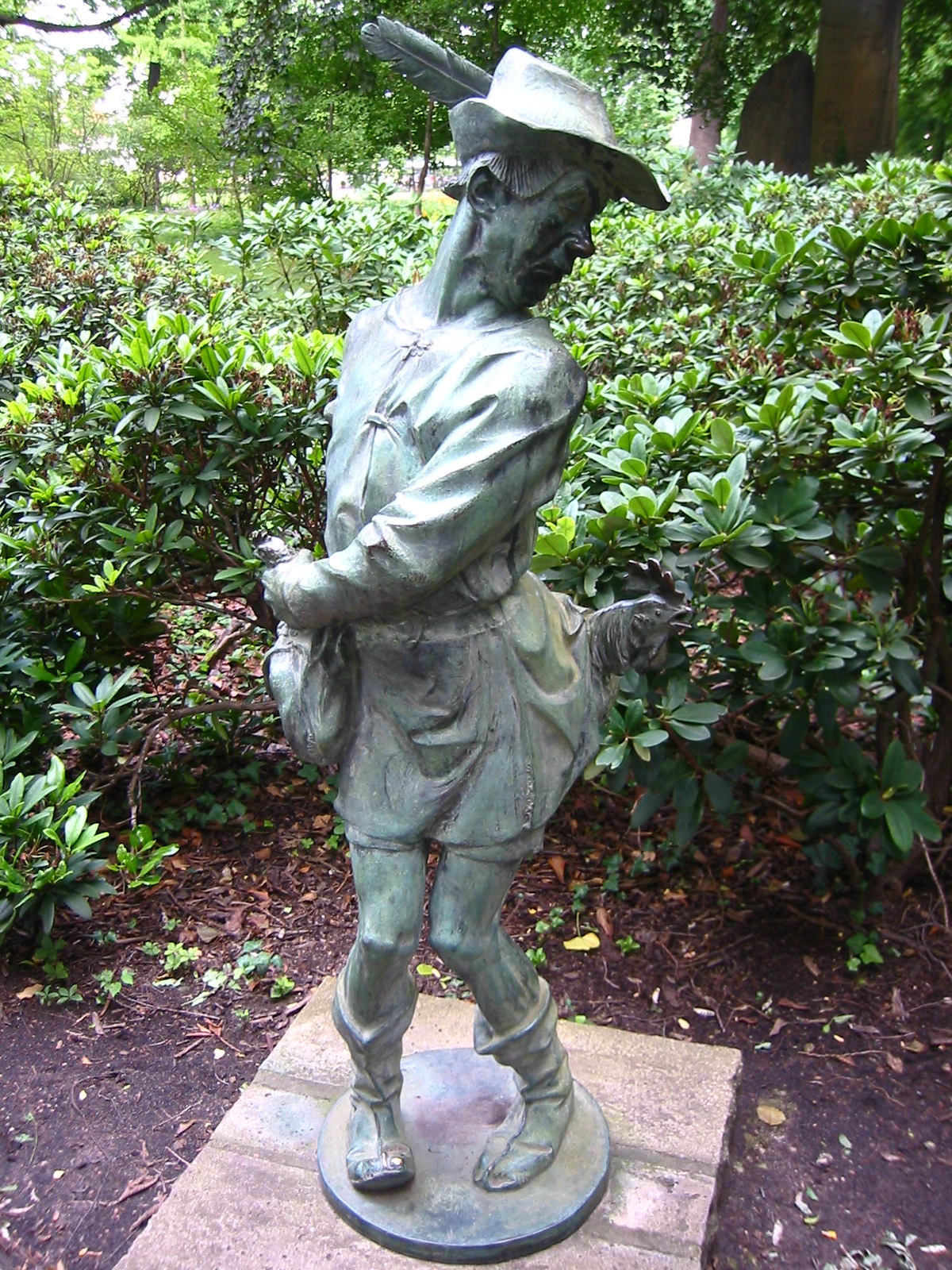
Hühnerdiebfigur, um 1912

- Familiengrab der Familie Pagels auf dem Burgtorfriedhof. Relief von 1908
- Büste des Bildhauers Eugen Drippe (1905), Sandstein, Höhe 41 cm, Alte Nationalgalerie Berlin (angekauft 1907)[13]
- Walzenzieher, Museum Essen
- Bergmannswitwe, Marmorgruppe, Museum Folkwang Essen (gestiftet von Gustav und Bertha Krupp von Bohlen und Halbach)[14]
- Büste Friedrich Gammann
- Wandervogel (1912), Kalkstein, Museum für Kunst und Kulturgeschichte der Hansestadt Lübeck
- Klabautermann in Bremerhaven, 1911.
- Fischjungenbrunnen, Bremerhaven, im Zweiten Weltkrieg zerstört
- Sämann (1920er Jahre), Botanischer Garten Berlin
- Bär mit Kindern (1925–1928), Muschelkalkstein, Volkspark Jungfernheide
- Bronzerelief Heinrich Kuhlmann (1928)
- Ehrenmal der Mariengemeinde (1929), Marienkirchhof (Lübeck)
- Adolf Hitler (Porträtbüste; 1934 auf der Großen Berliner Kunstausstellung)[15]
- Dr. Krupp von Bohlen (um 1941, Porträtbüste)[16]
- Hochzeitsbrunnen (1947–1948), Bronze (Höhe 70 cm), auf Sandsteinsockel (Höhe 1,50 m), Tempelhofer Damm, Innenhof des Rathauses Berlin-Tempelhof
- Relief von Thomas Mann, 1957, am Buddenbrookhaus in der Lübecker Mengstraße angebracht; letztes von Pagels Werken